# تشيك دونوفان
تشيك دونوفان (بالإنجليزية: Chick Donovan)‏ هو مصارع محترف أمريكي، ولد في 7 مارس 1947 في لاغرانغ في الولايات المتحدة.

## روابط خارجية
- تشيك دونوفان على موقع CageMatch worker (الإنجليزية)
- تشيك دونوفان على موقع قاعدة بيانات المصارعة على الإنترنت (الإنجليزية)